# マミーすいとん
マミーすいとんは、福島県双葉郡楢葉町の郷土料理。鶏肉と牛蒡の出汁に、しょうゆベースの味付けである。

## 概要
楢葉町で古くから食されていた伝統的なすいとんを町の名物にするべく、1999年に「すいとん創作料理コンテスト」を行った。そこでグランプリに輝いた斉藤百枝・猪狩トシエ組のすいとんをモデルとし、楢葉町の有志でつくる「ならはのすいとん研究会」が広報や販売を担った。同町にあるJヴィレッジで合宿を行っていたサッカー日本代表の監督（当時）であるフィリップ・トルシエがこれを食べ、「故郷のマミー（おばあちゃん）の味」と評したことから「マミーすいとん」と名付けられた。これ以降、ならはのすいとん研究会の活動によって、その存在が全国的に知られるようになった。
マミーすいとんはJヴィレッジの人気メニューとなっているほか、楢葉町内のレストランや道の駅などで食べることができる。2001年、土産品としてすいとん粉とつゆをセットにした「mammyすいとん」の販売が行われ、楢葉町の特産品となった。
2008年にはPRソング「マミーすいとん音頭」も登場している。
2025年3月14日に文化庁の100年フード「未来の100年フード部門」に認定された。